# Räntz (Künstlerfamilie)
Räntz  (auch Raentz, Rentz, Renz oder Ränz) ist der Name einer Bildhauer-, Architekten- und Malerfamilie in Bayreuth und Berlin.
- Elias Räntz (1649–1732), Bildhauer
  - Johann David Räntz der Ältere (1690–1735), Baumeister
  - Johann Gabriel Räntz (1697–1776), Bildhauer
    - Johann David Räntz der Jüngere (1729–1783), Bildhauer
    - Johann Lorenz Wilhelm Räntz (1733–1776), Bildhauer
    - Matthäus Emanuel Räntz (* 9. Juni 1747 in Bayreuth; † 3. Februar 1801 ebenda), Maler. Nach längerem Aufenthalt im Ausland ab 1787 Zeichenmeister am Gymnasium in Bayreuth
      - Johann Karl Louis Heinrich Räntz („Karl“; * 24. Januar 1777 in Bayreuth; † 29. September 1865 ebenda), Zeichenmeister

    - Christian Räntz (1751–1794), Bildhauer, Zeichner und Kupferstecher
      - Karl Michael Friedrich Räntz („Karl I“; * 1778 in Berlin; † 22. November 1855 ebenda), Bildhauer in Berlin
        - Karl Friedrich Gottlieb Räntz („Karl II“; * 15. April 1799 in Berlin; † nach 1875), Holzbildhauer in Berlin. Ging 1875 nach Wien.
          - Theodor Karl Wilhelm Räntz (* 27. August 1821 in Berlin; † 16. Februar 1851 ebenda), Bildhauer in Berlin
          - Karl Otto Hermann Räntz („Karl III“; * 21. Dezember 1825 in Berlin), Holzbildhauer in Berlin (bis 1857, danach wahrscheinlich in Wien, wohin er 1875 seinen Vater nachkommen ließ)